# Jean-Jérôme Imbault
Jean-Jérôme Imbault (Paris, 9 mars 1753 - Paris, 15 avril 1832) est un violoniste et un important éditeur de musique français à la fin du XVIIIe siècle et au début du XIXe siècle (avec Sieber).

## Biographie
Enfant, il étudie avec le violoniste Pierre Gaviniès. Il fait ses débuts à 17 ans dans un concerto ; le Mercure de France du 1er avril 1770 le considère comme plein de promesse, mais dix ans plus tard le même magazine a moins d’enthousiasme et qualifie le tout de « notable timidité » (avril 1781). Ensuite son activité musicale se limite à l'enseignement et à la participation dans divers orchestres, notamment au Concert Spirituel, au Concert Olympique et en 1810, la Chapelle impériale. Parfois il est premier violon ou même parfois soliste.

### Éditions

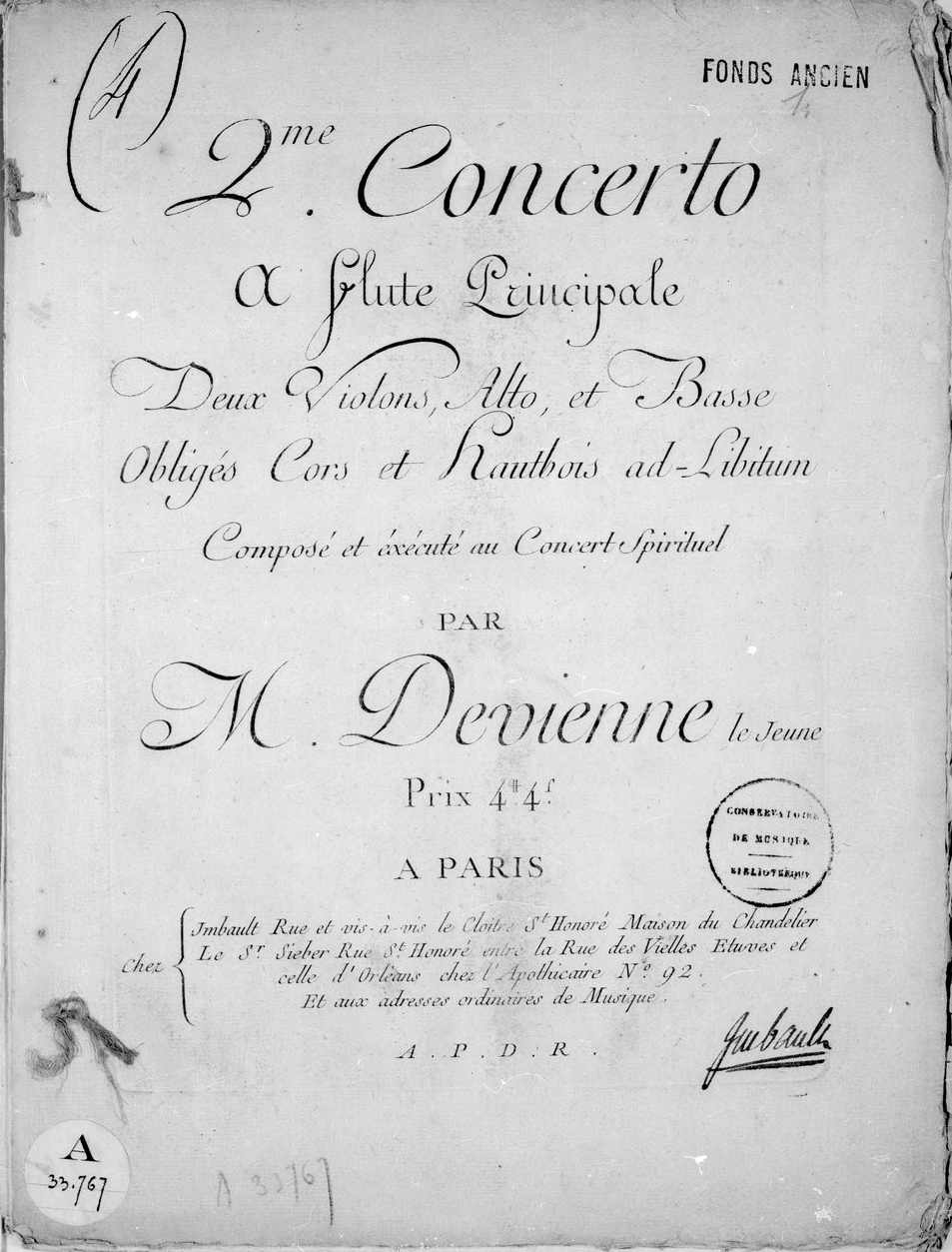
Page de titre du second concerto pour flûte de François Devienne, édité par Imbault en 1783 (fonds BnF).

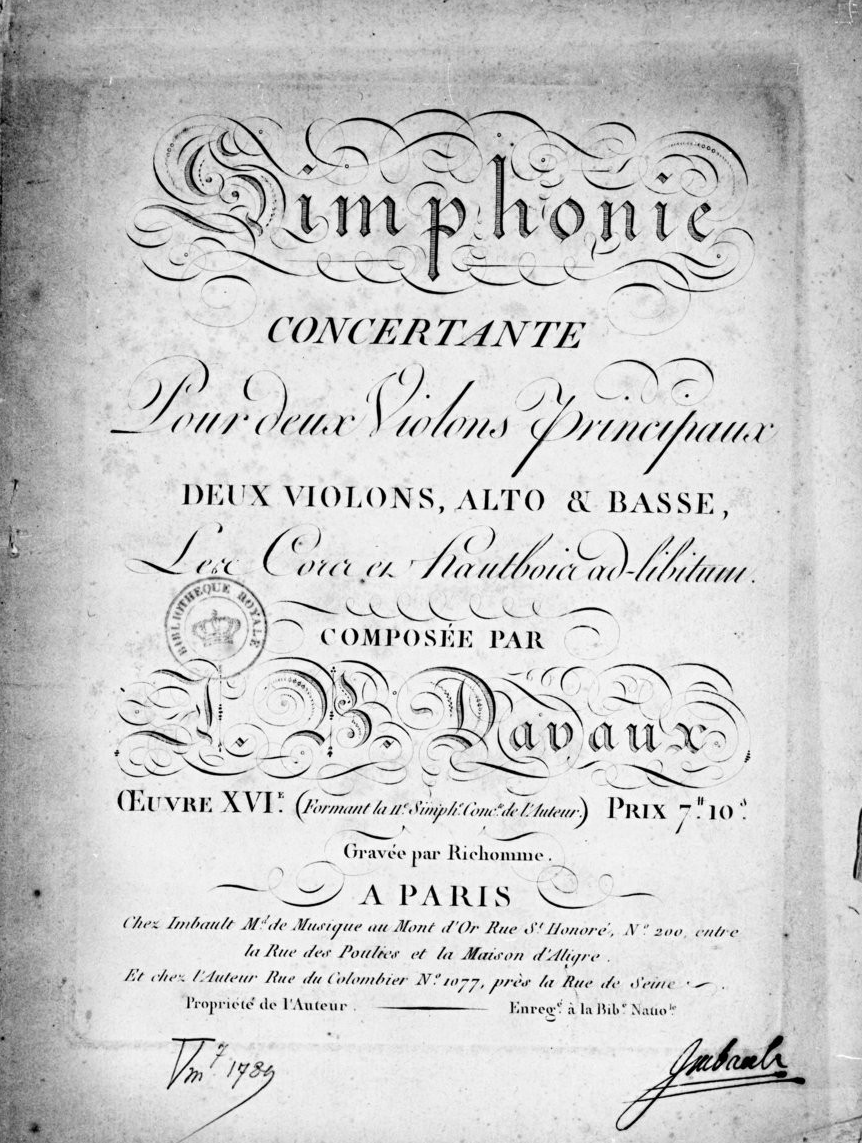
Page de titre de la Symphonie concertante, opus 16, de Jean-Baptiste Davaux (Paris, 1800, éd. Imbault)

Imbault fonde une maison d'édition musicale au début des années 1780. Elle fonctionne la première année grâce à l'aide Jean-Georges Sieber (l'autre grand éditeur de la période) qui a déjà une maison d’édition en place, « À la règle d’or » depuis 1771. Leur association est annoncée le 2 août 1783 avec la parution du second concerto pour flûte de François Devienne (1759–1803). À partir de novembre 1784, les annonces le présentent seul, pour des publications de Jean-Baptiste Cartier et Grétry. Son enseigne, « Mont d’or », est sise rue Saint-Honoré. Il se dit d'abord « marchand de musique et de cordes d’instrument » puis, début 1811, comme professeur et éditeur de musique.
Dans les catalogues publiés entre 1786 et 1803 et surtout un catalogue de 284 pages de publication datée de 1791 ou 1792 – contenant environ 200 œuvres instrumentales –, on peut suivre l’importance considérables des publications de la firme. Sont représentés nombre de compositeurs d’importances : Haydn (dont les Symphonies Parisiennes (nos 82 à 87), Clementi, Viotti, Pleyel, Mozart, Boccherini, Gyrowetz, Paul Wranitzky, Daniel Steibelt, Dussek, Alessandro Rolla, Giacomo Gotifredo Ferrari, Antonio Salieri (Tatare) et bien d'autres compositeurs.
Durant la révolution, il publie environ une centaine d’hymnes patriotiques.
En 1798 ou 1799, il achète la boutique d'un éditeur du nom de Leblanc pour avoir un autre emplacement de vente qu’il précise dans ses publicité : dans le « péristyle du Théâtre de l'Opéra comique », au 461 rue Favart.
En juillet 1812, il vend son fonds de commerce à un ancien commis, Pierre-Honoré Janet et à Alexandre Cotelle. Il se retire – mais reste au 125 rue Saint-Honoré où se trouve le commerce – vivant de ses rentes.
À sa mort à 79 ans il laisse sa femme, avec qui il n’a eu aucun enfant.

### Articles
- Paule Guiomar, « J.J. Imbault », Fontes Artis Musicae, vol. 13, no 1,‎ 1966, p. 43–46 (ISSN 0015-6191, OCLC 5543268219, lire en ligne)
- Rita Benton, « J.-J. Imbault (1753–1832), violoniste et éditeur de musique à Paris », Revue de Musicologie, vol. 62, no 1,‎ 1976, p. 86–103 (ISSN 0035-1601, OCLC 5556249017, DOI 10.2307/928566, lire en ligne)
- Jean Gribenski, Un métier difficile: éditeur de musique à Paris sous la Révolution, Le tambour et la harpe, Lyon, 1989. Éd. J.-R. Julien et J.-R. Mongrédien, Paris, 1991, p. 21–36
- (en) Rita Benton, The New Grove Dictionary of Music and Musicians (édité par Stanley Sadie) : Imbault, Jean-Jérôme, Londres, Macmillan, seconde édition, 29 vols. 2001, 25000 p. (ISBN 9780195170672, lire en ligne)
- Marc Vignal, Dictionnaire de la musique, Paris, Larousse, 2005, 1516 p. (ISBN 2-03-505545-8, OCLC 896013420, lire en ligne), p. 484
- Anik Devriès et François Lesure, Dictionnaire des éditeurs de musique français. Vol. 1. Genève, Éditions Minkoff, 1979, p. 85.
- Henri Vanhulst, Un catalogue manuscrit de Jean-Jérôme Imbault postérieur à 1812, dans « Noter, annoter, éditer la musique : mélanges offerts à Catherine Massip » (Paris : BnF ; (coll. « Hautes études médiévales et modernes » (no 103) Genève, Droz, 2012) p. 429–446.